# مات بلانشارد
مات بلانشارد (بالإنجليزية: Matt Blanchard)‏ هو لاعب كرة قدم أمريكية أمريكي، ولد في 21 مارس 1989 في ليك زوريخ في الولايات المتحدة.

## وصلات خارجية
- مات بلانشارد على موقع مرجع كرة القدم المحترفة.كوم (الإنجليزية)